# 南也门国家足球队
南也门国家足球队（阿拉伯语：‎）也称也门民主人民共和国国家队是一支存在于1965年至1989年之间的西亚地区国家代表队。他们参加了1976年的亚洲杯决赛圈小组赛，分别以0 - 8输给了伊朗、0 - 1输给了伊拉克。此后他们还参加了1986年世界杯的预选赛，并在第一轮比赛中被巴林淘汰出局。
1990年，由于南也门与北也门統一成為现在的也门共和国，这支队伍便不复存在了。详见也门国家足球队1990年后的内容。

## 首次登场
1965年9月2日，南也门在埃及开罗举行的1965年泛阿拉伯运动会上首次亮相国际足坛。他们在第一场比赛中便遇上了东道主埃及隊（当时名为阿拉伯聯合共和國），结果比赛输了个0-14。这也是他们在比赛中没有进球的情况下，最大的比分失利。南也门在小组赛中连输三场比赛，另外两场分别是：1-0输给巴勒斯坦，然后4-3输给了黎巴嫩。直到1972年1月10日，南也门才打了下一场比赛，当时他们以1-4输给了阿尔及利亚。

## 1986年世界杯预选赛
| 队伍   | 场次         | 胜           | 平           | 负           | 进球         | 失球         | 净胜球       | 积分         |
| ------ | ------------ | ------------ | ------------ | ------------ | ------------ | ------------ | ------------ | ------------ |
| 巴林   | 2            | 1            | 1            | 0            | 7            | 4            | +3           | 3            |
| 南也門 | 2            | 0            | 1            | 1            | 4            | 7            | −3           | 1            |
| 伊朗   | 取消比赛资格 | 取消比赛资格 | 取消比赛资格 | 取消比赛资格 | 取消比赛资格 | 取消比赛资格 | 取消比赛资格 | 取消比赛资格 |

1986年在墨西哥举行的世界杯资格赛，是南也门唯一一次参加过的世界杯资格赛。他们被安排在，第一轮对阵伊朗和巴林的A区第4组。但是伊朗队在比赛开始前就被取消了比赛资格，因为他们拒绝将比赛地点移到远离两伊战争的中立场地。之后南也门于1985年3月12日坐镇主场蒙塔耶花園体育场（现在的5月22日体育场）迎战巴林，结果以1-4告负。同年4月12日，小组赛第二回合，他们做客麦纳麦的巴林国家体育场。比赛中南也门先以3-1领先，但后来被巴林队追成3–3，打成平局。巴林因此成为小组第一，成功晋级下一轮。

## 世界杯记录
- 1930年國際足協世界盃至1962年國際足協世界盃–不存在
- 1966年國際足協世界盃至1982年國際足協世界盃–没有进入资格赛
- 1986年國際足協世界盃–未能获得决赛圈资格
- 1990年國際足協世界盃–取消资格

## 亚洲杯记录
- 1956年亞足聯亞洲盃至1972年亞足聯亞洲盃–没有进入
- 1976年亞足聯亞洲盃–第一阶段
- 1980年亞足聯亞洲盃至1984年亞足聯亞洲盃–取消资格
- 1988年亞足聯亞洲盃–未能获得决赛圈资格

## 历任教练
- 纳斯尔·查德利（Nasr Chadli，1972）
- 阿里·穆赫辛（Ali Mohsen，1975–1976）
- 阿巴斯·古拉姆（Abbas Ghulam，1982–？）
- 帖木兒·瑟基茲比夫（Timur Segizbaev，1982–1985）
- 阿扎姆·哈里发（Azzam Khalifa，？–1985年3月）
- 阿卜杜拉·萨利赫·乔巴尼（Abdullah Saleh Khobani）（1985年4月–？）
- 阿瓦德·阿瓦丹（Awad Awadan，1986–？）
- 阿巴斯·吴拉姆（Abbas Ghulam，1988）
- 穆巴拉克·卡德希（Mubarak Qadhi，1989）

## 比赛统计

### 友谊赛
南也門 1 - 0  丹麦
 南也門 1 - 4  
 南也門 0 - 0  坦桑尼亚
 南也門 2 - 0  伊拉克
 南也門 1 - 1  坦桑尼亚
 南也門 1 - 1  衣索比亞
 南也門 2 - 4  中华人民共和国
 南也門 5 - 6  中华人民共和国
 南也門 1 - 15  阿尔及利亚

### 1982年亚运会
南也門 1 - 3  日本
 南也門 0 - 2  伊朗
 南也門 0 - 3  

### 1984年阿拉伯国家杯预选赛
南也門 1 - 1  
 南也門 0 - 1  沙烏地阿拉伯
 南也門 0 - 1  苏丹

### 1965年泛阿拉伯运动会
小组赛第二组：
 南也門 0 - 14  埃及
 南也門 0 - 6  伊拉克
 南也門 0 - 1  巴勒斯坦
 南也門 3 - 4  黎巴嫩

### 1972年巴勒斯坦杯（英语：Palestine Cup）
南也門 2 - 1  
 南也門 2 - 1  巴勒斯坦
 南也門 1 - 4  阿尔及利亚
 南也門 0 - 1  叙利亚

### 1973年巴勒斯坦杯（英语：Palestine Cup）
南也門 1 - 7  叙利亚
 南也門 1 - 6  埃及
 南也門 0 - 2  突尼西亞

### 1975年巴勒斯坦杯（英语：Palestine Cup）
南也門 1 - 0  沙烏地阿拉伯
 南也門 0 - 5  埃及

### 1976年泛阿拉伯运动会
南也門 2 - 1  叙利亚
 南也門 0 - 4  摩洛哥
 南也門 1 - 0  沙烏地阿拉伯
 南也門 0 - 0  巴勒斯坦
 南也門 2 - 3  约旦
 南也門 2 - 0  毛里塔尼亚

### 1980年奥运会预选赛
南也門 1 - 2  叙利亚
 南也門 1 - 5  科威特
 南也門 2 - 1  约旦
 南也門 0 - 3  伊拉克

### 1988年亚洲杯预选赛
南也門 0 - 2  巴林
 南也門 1 - 1
 
 南也門 0 - 1  印度尼西亞

### 其他比赛
| 年份               | 轮次   |
| ------------------ | ------ |
| 1989年和平与友谊杯 | 小组赛 |

## 1989年阵容
守門員  阿卜杜勒·拉赫曼·易卜拉欣（Abdulrahman Ebrahim）
后卫  穆罕默德·拉马丹（Mohammed Ramadah）
后卫  哈立德·阿特（Khaled Attar）
后卫  阿卜杜拉·哈迪（Abdullah Hadi）
后卫  亚辛·马哈茂德（Yasin Mahmood）
中场  萨拉赫·赛夫丁（Saleh Saifudin）
中场  萨拉赫·哈吉（Saleh Al Haj）
中场  奥马尔·阿贝尔卡（Omar Albarek）
中场  阿里·萨拉赫（Ali Alsalahi）
前锋  瓦戈丹·沙德利（Wagdan Shadeli）
前锋  谢拉夫·马福德（Sharaf Mahfood）